# Álvaro Morais Filho
Álvaro Morais Filho (João Pessoa, 27 november 1990) is een Braziliaans beachvolleyballer. Hij werd in 2013 met Ricardo Santos vice-wereldkampioen.

## Carrière

### 2009 tot en met 2014
Filho werd met Vitor Felipe tweemaal vice-wereldkampioen onder de 21; in 2009 verloor het duo in Blackpool de finale van de Polen Michał Kądzioła en Jakub Szałankiewicz en in 2010 was het Canadese duo Garrett May en Sam Schachter in Alanya te sterk. In 2011 debuteerde hij met Neilton Santos in FIVB World Tour met een vierde plaats in Quebec als resultaat. Het jaar daarop speelde hij slechts een World Tour-wedstrijd met Benjamin Insfran in Brasilia. In 2013 vormde hij vervolgens een team met Ricardo Santos. Het duo begon met een vierde plaats in Fuzhou en werd vervolgens derde in Shanghai. In Corrientes eindigden ze als vijfde, in Den Haag als negende en in Rome wederom als vijfde. Filho en Ricardo bereikten bij de WK in Stare Jabłonki de finale die ze verloren van de Nederlanders Alexander Brouwer en Robert Meeuwsen.
Na afloop van de WK behaalde het duo de overwinning in Gstaad en eindigde Filho met Edson Filipe als negende in Long Beach. In augustus werden Filho en Ricardo zeventiende in Berlijn en derde in Moskou. Ze sloten het seizoen af met een zeventiende plaats São Paulo en een negende plaats in Xiamen. Het jaar daarop namen ze deel aan acht FIVB-toernooien met onder meer een tweede plaats (Stavanger) en drie vijfde plaatsen (Fuzhou, Gstaad en Long Beach) als resultaat. Aan het eind van het seizoen speelde hij nog twee wedstrijden met Pedro Solberg met wie hij het toernooi van Stare Jabłonki won. Daarnaast was Filho ook actief in de nationale competitie.

### 2015 tot en met 2019
Eind 2014 vormde Filho opnieuw een team met Vitor Felipe met wie hij van november tot maart in het Braziliaanse circuit speelde. Vervolgens deden ze in aanloop naar de WK in Nederland mee aan vier World Tour-toernooien met drie negende plaatsen als resultaat (Luzern, Moskou en Poreč). Bij de WK bereikten Filho en Felipe de kwartfinale waar ze werden uitgeschakeld door hun landgenoten Pedro en Evandro Gonçalves Oliveira Júnior. In Toronto behaalde het tweetal daarna de zilveren medaille bij de Pan-Amerikaanse Spelen achter de Mexicanen Rodolfo Ontiveros en Juan Virgen. Dat seizoen namen ze verder deel aan twee FIVB-toernooien.

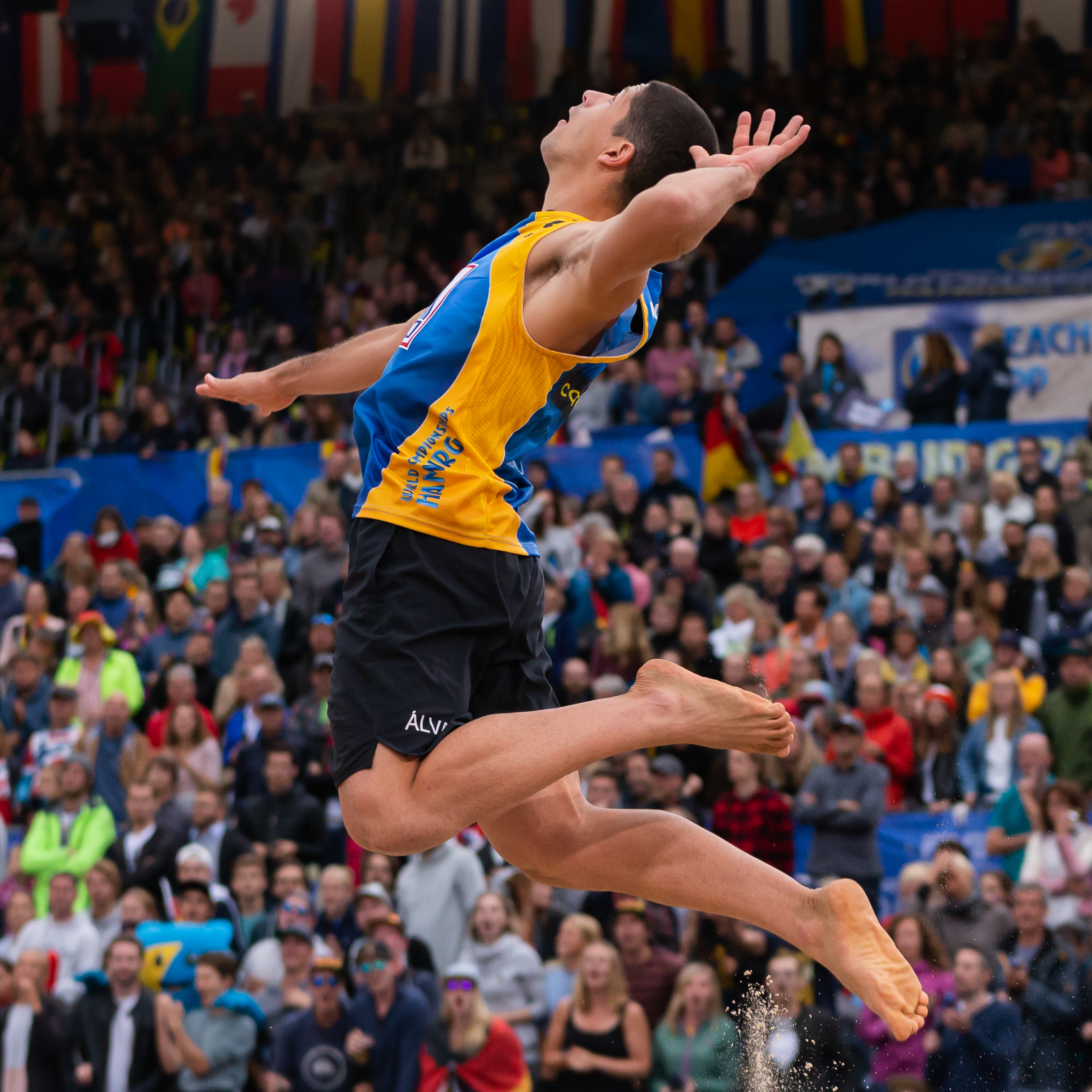
Filho in actie tijdens de WK in Hamburg (2019)

In 2016 deden Filho en Felipe mee aan elf toernooien in de World Tour met een vierde plaats (Maceió) en drie vijfde plaatsen (Moskou, Olsztyn en Gstaad) als resultaat. Na afloop van het FIVB-seizoen vormde hij een team met Saymon Barbosa Santos met wie hij verschillende podiumplaatsen in de nationale competitie behaalde. In februari 2017 wonnen ze het toernooi van Fort Lauderdale. Bij de zes overige reguliere toernooien in de World Tour was een derde plaats in Gstaad de beste klassering. Filho en Saymon hadden zich als eerste geplaatst voor de WK in Wenen; ze werden in de zestiende finale uitgeschakeld door het Nederlandse duo Christiaan Varenhorst en Maarten van Garderen. Het tweetal sloot het jaar af met een negende plaats bij de World Tour Finals in Hamburg.
Het daaropvolgende seizoen deden ze mee aan zes toernooien in de World Tour met een vijfde plaats in Doha als beste resultaat. Daarnaast speelde Filho drie wedstrijden met Luciano Ferreira de Paula (vierde plaats in Haiyang) en een wedstrijd met Thiago Santos Barbosa. Het seizoen daarop speelde hij drie wedstrijden met Ricardo met onder andere enen vijfde plaats in Las Vegas, waarna Filho in april 2019 wisselde van partner naar Alison Cerutti. Het duo nam in aanloop naar de WK in Hamburg deel aan zes toernooien; ze behaalden een zege (Kuala Lumpur) en twee vijfde plaatsen (Ostrava en Warschau). In Hamburg bereikten Filho en Alison de achtste finale die verloren ging van het Duitse tweetal Julius Thole en Clemens Wickler. Na afloop wonnen ze in Espinho, werden ze tweede in Wenen en Moskou en eindigden ze respectievelijk als vierde en negende in Tokio en Gstaad. Het tweetal sloot het jaar af met een zeventiende plaats bij de World Tour Finals in Rome.
In 2021 speelden Filho en Alison in aanloop naar de Spelen zes wedstrijden in de World Tour. Ze behaalden een derde plaats in Cancun (tweede event) en twee vijfde plaatsen in Cancun (derde event) en in Sotsji. In Tokio kwam het duo tot de kwartfinale van het olympisch beachvolleybaltoernooi die verloren werd van het Letste tweetal Mārtiņš Pļaviņš en Edgars Točs.

## Palmares
Kampioenschappen
- 2009:  WK U21
- 2010:  WK U21
- 2013:  WK
- 2015: 5e WK
- 2015:  Pan-Amerikaanse Spelen
- 2019: 9e WK
- 2021: 5e OS

FIVB World Tour
- 2013:  Grand Slam Shanghai
- 2013:  Grand Slam Gstaad

- 2013:  Grand Slam Moskou
- 2014:  Grand Slam Stavanger
- 2014:  Grand Slam Stare Jabłonki
- 2017:  5* Fort Lauderdale
- 2017:  5* Gstaad
- 2019:  3* Kuala Lumpur
- 2019:  4* Espinho
- 2019:  5* Wenen
- 2019:  4* Moskou
- 2021:  4* Cancun